# インファイト
インファイト（In Fight）は、ボクシングの戦術の一つ。一般的には前にでて接近し、アッパーやフックなど近距離で威力が増す攻撃に主眼を置いた、打撃力重視の戦法である。対義語はアウトボクシング。
相手をダウンさせることを目的とした戦法なので、しばしば劇的な試合展開が望める。そのため得意とする選手には「マナッサの巨人殺し」と謳われたジャック・デンプシーや、パウンド・フォー・パウンド最強と目されたマイク・タイソンなど、ボクシングシーンを熱狂させるような魅せる存在も多い。しかし、リスキーな戦法で被弾率も高く、ボクサー生命を縮める場合もあり、完成されたアウトボクサー相手には判定で不利になることも多い。そのため固いガードやダッキングなどのディフェンス技術や、的確かつ強力なブローを打つための技術が求められる。
インファイトを得意とするボクサーをインファイターと呼び、上記のデンプシー、タイソンのように、概ねその階級の中では身長やリーチに劣る反面、筋肉が太く筋力に恵まれた選手が多い。ただし、ヴィシー・マリンガのようにリーチに恵まれたボクサーでもインファイトが得意な選手もいる。
他に代表的な選手としてはロベルト・デュラン、フロイド・パターソン。日本においてはファイティング原田、浜田剛史。フィクション作品でははじめの一歩の主人公、幕之内一歩などがいる。